# Parapholidoptera flexuosa
Parapholidoptera flexuosa är en insektsart som beskrevs av Karabag 1961. Parapholidoptera flexuosa ingår i släktet Parapholidoptera och familjen vårtbitare. Inga underarter finns listade i Catalogue of Life.